# Maison du Prince (Pérouges)
Ne doit pas être confondu avec Maison du Prince (Verviers).
La Maison du Prince parfois Maison des Princes est un immeuble qui se dresse  sur le territoire de la commune française de Pérouges, dans le département de l'Ain, en région Auvergne-Rhône-Alpes. 
La maison, qui abrite une partie du musée historique du Vieux-Pérouges créé en 1912, est classée aux monuments historiques.

## Localisation
La Maison du Prince est situé à l'intérieur de la cité médiévale, rue du Prince, sur la commune de Pérouges, dans le département français de l'Ain.

## Historique
La maison du Prince, résidence des princes de Savoie, fut construite, comme de nombreuses autres maisons, après le siège de la cité en 1468.

## Description
Le site est agrémenté d'un jardin hortulas.

## Protection aux monuments historiques
La maison du Prince fait l’objet d’un classement au titre des monuments historiques depuis le 24 novembre 1921,.

## Musée
La maison du Prince abrite une partie du musée historique du Vieux-Pérouges, ainsi qu'une collection d'objets d'arts et de traditions populaires (armes, faïences, outils, meubles, objets ménagers, métiers à tisser, etc.).